# Aditivní výrobní proces
Jako aditivní výrobu označujeme způsob zpracování materiálu tak, že výsledný výrobek vznikne jeho postupným kontrolovaným přidáváním. Takto lze zpracovávat materiály, které lze roztavit – kovy, plasty (zejména termoplasty), sklo. Patří sem zejména odlévání, spékání ("sintrování", prášková metalurgie) a 3D tisk.
Opakem je subtraktivní výrobní proces, při němž naopak dochází k ubírání materiálu.